# JOLLY ROGER FED.
JOLLY ROGER FED.（ジョリーロジャーフェド）は、アメリカ合衆国のHOTROD & モーターサイクル・チームである。

## 概要
1971年にサンタモニカ・ベニスビーチで結成された。HOTROD（ホットロッド）・Rockabilly・Mid Century を好み、カスタム・モーターサイクルやカスタム・カーを楽しんでいる集団である。
日本の代表はミカミマサシ（三上雅士）である。（JOLLYROGERFED.OFFICIAL WEBから引用）